# Principat d'Hasan-keyf
El principat d'Hasan-keyf (Hisn Kayfa) fou un estat autònom kurd que va existir fins al segle xvi. En formaven part Siird, Bisheri i potser Tur.
Els prínceps portaven el títol de malikans i s'atribuïen origen aiúbida, cosa molt possible. El primer malikan, Malik Sulayman, hauria rebut el feu d'Hisn Kayfa del ortúquida de Mardin. Va morir el 1335. El aq qoyunlu van ocupar el principat però el sobirà, Malik Khalil, es va refugiar a Hamat i no va tardar a recuperar-lo. Els otomans van deposar el fill de Malik Khalil a l'inici del segle xvi.